# Friedrich Ristow
Friedrich Karl Erdmann Ristow (* 23. August 1941 in Potsdam; † 3. November 2024 in Oldenburg (Oldb)) war ein deutscher Verwaltungs- und Kirchenjurist.

## Leben
Ristow wuchs in Hameln und Delmenhorst auf. Mit der Crew IV/62 trat er als Soldat auf Zeit mit einer Verpflichtungszeit von zwei Jahren in die Bundesmarine. In der Reserve war er beim 4. Minensuchgeschwader in Wilhelmshaven beordert. Er studierte an der Philipps-Universität Marburg das Fach Rechtswissenschaft. Am 11. Februar 1965 wurde er im Corps Teutonia zu Marburg recipiert. Als Inaktiver wechselte er an die Georg-August-Universität Göttingen. Nachdem er 1971 das Referendar- und 1974 das Assessorexamen bestanden hatte, war er Regierungsrat beim Landesverwaltungsamt in Hannover. Ab 1976 war er Dozent an der Niedersächsischen Fachhochschule für Verwaltung und Rechtspflege. 1976–1981 war er Dezernent und Kreisverwaltungsdirektor beim Landkreis Osterholz. Die Evangelisch-Lutherische Kirche in Oldenburg berief ihn 1981 als Oberkirchenrat und ernannte ihn 1986 zum leitenden Juristen und Stellvertreter des Bischofs. Nach 16 Jahren wechselte er 1997 als Vizepräsident zur Evangelischen Kirche von Kurhessen-Waldeck. Er saß im Aufsichtsrat des Hessischen Diakoniezentrums Hephata und im Verwaltungsrat des Diakonischen Werks in Kurhessen-Waldeck. Zudem engagierte er sich in zahlreichen überregionalen Gremien, so in der Evangelischen Kirche in Deutschland. 2006 trat er in den Ruhestand. Er war Rechtsritter des Johanniterordens (Hannoversche Genossenschaft).
Verheiratet war er seit 1969 mit Ilka geb. Huntemann. Aus der Ehe gingen Zwillingsbrüder und eine Tochter hervor.